# 인테그레이티드에너지
아이이는 주로 주유소 사업을 영위하는 기업이다. 매출구성은 주유소 92%, LPG 상품 8%로 구성된다. 부수적으로 지문인식을 이용한 출입 통제 단말기 등을 만들기도 하지만 매출 비중은 미미한 편이다.

## 사업
동사는 경기도 안산시 상록구 서해로에 소재한 서해로주유소를 통하여 차량용 액체연료(휘발유, 경유, 등유 등)을 공급 및 판매하는 유류 소매업을 영위하고 있다. 또한 LPG를 주로 외국(주로 중동)으로부터 경쟁력 있는 가격에 구매하여 저장하였다가 가격 상승이 있을 때 제3국에 판매를 하고 있다.
실적은 좋지 못하여 매년 영업이익이 마이너스를 기록하고 있다. 주가도 저평가되어 동전주 상태이다.

## 역사
1984년 4월 1일 개나리벽지라는 이름으로 창립했으며, 이후 2000년 엔피아로 상호를 변경하였다. 그 뒤 2002년 니트젠테크놀러지스로 다시 상호를 바꾸었으며, 2007년 7월 프로제로 다시 상호를 변경하였다. 이후 2008년 11월 니트젠을 흡수 합병한 뒤 12월 니트젠앤컴퍼니로 상호를 변경했으며, 2013년 3월 인테그레이티드에너지로 상호로 변경하였다.

## 신사업 진출
2012년 7월 10일에는 자회사인 Nitgen Eco & Energy International Limited를 설립 및 지분 출자를 통하여, 에너지 사업(Marine Oil Bunkering)과 친환경 사업(Energy Saving Management 및 LED 유통/시공사업)을 영위하게 되었다.
2012년 12월에는 홍콩 YauMaTei 지역에서 해상 선박 연료유 공급사업을 진행하고 있는 NewOcean Oil Products Company Limited 및 NewOcean Petroleum Company Limited의 지분을 취득하여, 홍콩에서 선박유공급 사업에 진출하였다.
2014년에는 1월 20일 NASA, HP, 중국 BJEV 등에 배터리를 공급하는 미국 Boston-Power사와 총판대리점 계약을 시작으로 EV배터리 사업에 진출하였다.

## 같이 보기
- 동전주

## 참고 문헌
- 전자공시 시스템